# Житваторокський мир
Житваторокський мир (угор. Zsitvatoroki béke; словац. Žitavský mier; тур. Zitvatorok Anlaşması) — мирний договір, який закінчив Тринадцятирічну війну між Австрійською монархією та Османською імперією 11 листопада 1606 року. 
Мир укладений на 20 років султаном Ахмедом I і герцогом Австрійським Маттіасом, незважаючи на опір імператора Рудольфа II, брата Маттіаса. 
За договором натомість щорічної данини Австрійська монархія виплачувала османам одноразову контрибуцію, османи ж утримувалися від набігів на австрійські володіння в Угорщині. 
Ряд істориків вважає, що мир мав на увазі визнання рівності між султаном та імператором Священної Римської імперії, який до цього називався як "король Відня"[джерело?]. 